# Modelladan
Den så kallade Modelladan uppfördes av Kockums Jernverks AB som en lagerbyggnad inom järnverkets industriområde i de centrala delarna av dagens Kallinge. Byggnaden ligger på Ronnebyåns östra sida och är anlagd delvis i souterräng med byggnadens gavel vänd mot ån. Byggnaden är utpekad som kulturhistoriskt värdefull i gällande detaljplan och skyddas på så sätt från rivning och förvanskning. Byggnaden används för utställning av Kockums olika gjutmodeller i både trä och gjutjärn. Även emaljerade produkter kopplade till systerbolaget Kockums Emaljerverk förevisas i lokalerna. Byggnaden ägs sedan 1987 av det kommunalt ägda bolaget AB Ronneby Industribyggnadsfastigheter.